# Freccia danzante
Freccia danzante (プリキュウ?, Purikyuu)  è un manga shōjo a tema sportivo dedicato al tiro con l'arco, di Kyōsuke Motomi. Pubblicata inizialmente sulla rivista Betsucomi di Shogakukan e poi in un unico volume nel settembre 2005, l'opera è stata introdotta in Italia da Flashbook, edita nel settembre 2009.

## Trama
Anna Katsuragi ha sempre amato molto la danza classica e per eccellervi ha preferito sacrificare svago ed amici per allenarsi. Divenuta una apprezzata prima ballerina, un incidente le impedisce all'improvviso di seguitare a ballare.
Decisa a non iscriversi a nessun doposcuola, Anna si lascia infine portare dall'amica Saeko al club di tiro con l'arco. Lì l'incontro con l'amico-nemico d'infanzia Takeru Jinnai, presidente del club, porta la ex-ballerina ad accettare subito la sfida e a cimentarsi nella tradizionale pratica sportiva.
Orgogliosa e piena di sé, Anna è costretta ad incassare diverse sconfitte e delusioni, ma senza cedere; vista la determinazione della ragazza, Jinnai, già segretamente con un debole per lei, inizia a curare la preparazione sportiva di Anna sottoponendola ad un duro – ed a volte umiliante – allenamento.
Gli sforzi di Anna le valgono infine l'iscrizione alla sua prima gara di tiro con l'arco. All'evento incontra una sua vecchia conoscenza: Taguchi, un ragazzo da lei rifiutato; questi le propone di competere per il titolo di miglior tiratore e, in caso di sua vittoria, di accettare di diventare la sua ragazza. Anna, orgogliosa, accetta. Presto però le si rivela l'errore: Taguchi è uno degli atleti-fenomeno con più possibilità di raggiungere la vetta della classifica; suo unico rivale di pari livello è Jinnai.
Venuto a conoscenza della scommessa di Anna, Jinnai riesce infine a vincere il titolo di miglior tiratore; Anna coglie l'occasione per dichiararglisi e lui le comunica di ricambiare i suoi sentimenti.
Divenuti ormai una coppia, Anna e Takeru affrontano la loro prima crisi quando un grande fan della ex-ballerina propone alla ragazza di tornare sulla scena e debuttare di nuovo nel suo teatro. Tentata dal grande amore che ancora nutre per la danza, Anna sembra aver perso tutta la sua abilità nel tiro con l'arco al punto da essere sostituita in vista delle gare. Maturata infine la decisione di restare, Anna si allena duramente, cercando di eguagliare i risultati precedenti. Tornata finalmente in forma, comunica a Jinnai di voler rimanere nel club.

## Personaggi
Anna Katsuragi (葛木 安奈?, Katsuragi Anna)
Liceale sicura di sé e con un passato da promettente prima ballerina, cui ha dovuto rinunciare a seguito di un infortunio. Si avvicina al mondo del kyudo con la stessa sicurezza di sé ed arroganza che aveva quando era ancora si cimentava nella danza classica. Provata dal duro allenamento di Jinnai e dalle umiliazioni che le infligge, Anna persevera tuttavia nella strada del tiro con l'arco riuscendo infine a provare al presidente, alla squadra e a se stessa di riuscire ad eccellere anche in quella disciplina.
I sentimenti che nutre verso Jinnai sono inizialmente condizionati dal passato turbolento che li aveva visti accesi nemici d'infanzia, poi, seguitando a frequentare il club Anna finisce per scoprire nuovi lati del ragazzo.
Takeru Jinnai (陣内 健?, Jinnai Takeru)
Presidente del club di tiro con l'arco e conoscente di Anna sin dall'infanzia. Abituato a provocare l'amica-nemica e scontrarsi con lei in vere e proprie risse, Takeru non cambia atteggiamento neanche quando anni dopo reincontra Anna al club di tiro con l'arco. Severo ed autoritario, Takeru nasconde sotto una maschera di indifferenza il sentimento di attrazione ed affetto che nutre verso Anna. Il suo carattere autoritario gli è valso il soprannome di Demone blu tra i suoi compagni di squadra.
Saeko Kanda (神田 冴子?, Kanda Saeko)
Amica di Anna, è lei a convincerla a frequentare il club.
Takashi Kanda (神田 崇?, Kanda Takashi)
Amico di Jinnai e fratello di Saeko, è il vicepresidente del club.
Hoshino (星野?)
Ragazzo premuroso del club particolarmente attento ad Anna. Protettivo, a differenza di Jinnai, Hoshino scoraggia la ragazza a dedicarsi troppo alla pratica se questa la porta allo stremo.
Natsumi Kamimura (上村 夏美?, Kamimura Natsumi)
Senpai di Takeru ed ex-presidente del club, è rimasta particolarmente legata al suo successore al quale fa spesso ancora visita alla sede del club.
Taguchi (田口?)
Compagno di Anna alle medie, nonostante il corteggiamento è stato rifiutato dalla ragazza. Pieno di sé, propone poi ad Anna di vincere le sue attenzioni attraverso il torneo di tiro con l'arco.